# Tourbillon (horlogerie)
Pour l’article homonyme, voir Tourbillon.

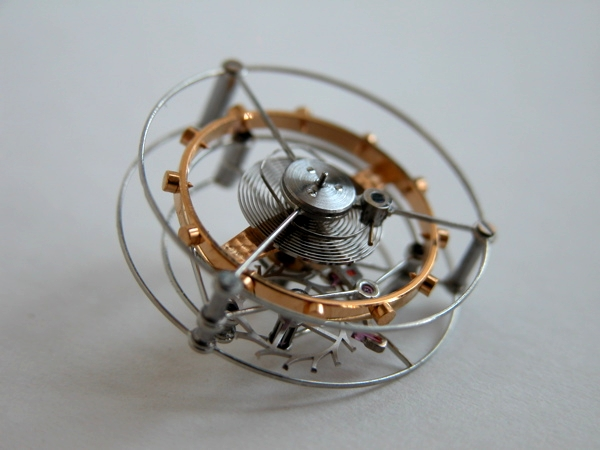
Mécanisme de tourbillon.

En horlogerie, un tourbillon, également appelé « cage tournante », est une complication horlogère, ajoutée au mécanisme d'échappement, destinée à améliorer la précision des montres mécaniques en contrebalançant les perturbations de l'isochronisme du résonateur dues à la gravité terrestre. Ce mécanisme fut inventé par l'horloger et physicien français Abraham-Louis Breguet. 
Ce dispositif est très complexe à réaliser, c'est pourquoi il n'équipe que très peu de montres mécaniques.
Il convient de le distinguer du carrousel avec lequel il peut être confondu. Ce dernier, inventé en 1892 par Bahne Bonniksen, s'il poursuit le même objectif et apparaît très semblable, repose sur une disposition mécanique différente. Après de nombreuses recherches (sur les termes et concepts repris dans le brevet du tourbillon notamment) et discussions avec confrontation des points de vue, on peut s'accorder en suivant la perspective de Joseph Florès que le critère fondamental qui signe un tourbillon est la présence d'un rouage fixe sur lequel engrène la cage du tourbillon[Interprétation personnelle ?]. Par contre, un carrousel ne dispose pas de cette roue fixe et son fonctionnement repose plutôt sur le principe d'un différentiel amenant une rotation du carrousel par engrènement de deux rouages produisant un mouvement relatif entre eux qui diffère. Les critères de vitesse de rotation, ainsi que de position (centrale ou excentrique) de l'axe de balancier sont maintenant non-pertinents pour les distinguer.
Enfin, si le brevet initial de Breguet comporte une cage tenue entre deux pivots (comme une roue de vélo), Alfred Helwig a quant à lui conçu vers 1920 une variante permettant de se passer du second pivot (comme une toupie). Pour ce faire, la cage est fixée par une embase qui lui permet de tourner tout en étant tenue par ce seul côté, ce qui donne l'impression d'être non-tenue lorsqu'elle est vue du dessus et dénommée „fliegendes“ Tourbillon ou tourbillon volant.

## Historique

Animation présentant les différentes positions du tourbillon et l'effet retardant ou accélérant de la gravité.

Abraham-Louis Breguet (1747-1823), horloger pour la royauté française, côtoie physiciens et scientifiques du Tout Paris où il est installé. C'est au travers de ses rencontres que naissent les ébauches de ses futures inventions. Comme tout horloger, ayant pour quête la recherche du « mouvement perpétuel parfait », il croise travaux et théories physiques pour les adapter à la science de la mécanique horlogère. Il cherche notamment une solution à un problème connu de longue date : le fait que la gravité terrestre affecte la régularité des mouvements d’horlogerie.
Le 26 juin 1801 (le 7 Messidor An 9 du calendrier républicain), Abraham-Louis Breguet obtient un brevet auprès du ministère de l’intérieur français expliquant le principe du mouvement tournant, cette invention n'est dévoilée au public qu'en 1806. La mise au point du mécanisme se révèle si complexe qu'il meurt avant de le voir fonctionner correctement.
Depuis 1801, le mécanisme a été amélioré par de nombreuses maisons d'horlogerie. Certaines montres de très haute horlogerie utilisent des tourbillons sur plusieurs axes, ou plusieurs tourbillons dont la moyenne est utilisée pour donner l'heure.

## Fonctionnement
Le postulat de son invention s’appuie sur le fait que la marche d’une montre diffère selon la position verticale dans laquelle elle est positionnée. L’effet générateur provient principalement du déséquilibre du balancier et de celui du spiral. Pour compenser ces différences et obtenir le mouvement parfait, il serait nécessaire que le centre de gravité du système balancier-spiral soit au centre de rotation et s’y maintienne pendant les oscillations. La finalité de ce mécanisme n’est pas de supprimer ces différences, mais de les atténuer au point de les compenser entièrement.
Pour y parvenir, Abraham-Louis Breguet conçut un mécanisme capable de faire prendre à l’ensemble échappement-balancier toutes les positions possibles. Pour ce faire, il imposa à cet ensemble une rotation qu'il définit à un tour par minute, grâce à quoi il obtint un brassage des positions verticales, ce qui en définitive se solde par une marche moyenne dite d’équilibre.
L’efficacité du tourbillon pour améliorer la précision des montres bracelet est contestée par certains experts. Les mouvements désordonnés du porteur de la montre créent un effet de moyenne identique au tourbillon, de plus le tourbillon n’est réellement efficace qu'en position verticale. Ce mécanisme a d'ailleurs été inventé à l'époque des montres gousset, qui restaient en position verticale fixe, dans une poche de veston. C'est pourquoi l'horlogerie de luxe propose depuis des tourbillons à 3 dimensions, ou gyro-tourbillons comme celui développé par Éric Coudray pour Jaeger-LeCoultre.

## Gyrotourbillon
Plusieurs axes de rotations imbriqués créant un effet gyroscopique afin de compenser la rotation dans toutes les directions. Très coûteux néanmoins moins précis qu'une simple montre à quartz. La beauté de l'art et l'aspect visuel (le mécanisme est généralement bien visible pour être admiré) sont les motivations principales de ce luxe.